# Municipio de Bainbridge (Ohio)
El municipio de Bainbridge (en inglés: Bainbridge Township) es un municipio ubicado en el condado de Geauga en el estado estadounidense de Ohio. En el año 2010 tenía una población de 11395 habitantes y una densidad poblacional de 169,98 personas por km².

## Geografía
El municipio de Bainbridge se encuentra ubicado en las coordenadas 41°23′13″N 81°20′34″O / 41.38694, -81.34278. Según la Oficina del Censo de los Estados Unidos, el municipio tiene una superficie total de 67.04 km², de la cual 66.25 km² corresponden a tierra firme y (1.17%) 0.78 km² es agua.

## Demografía
Según el censo de 2010, había 11395 personas residiendo en el municipio de Bainbridge. La densidad de población era de 169,98 hab./km². De los 11395 habitantes, el municipio de Bainbridge estaba compuesto por el 92.87% blancos, el 4.63% eran afroamericanos, el 0.06% eran amerindios, el 0.75% eran asiáticos, el 0.04% eran isleños del Pacífico, el 0.42% eran de otras razas y el 1.22% pertenecían a dos o más razas. Del total de la población el 1% eran hispanos o latinos de cualquier raza.